# Theodore Ushev

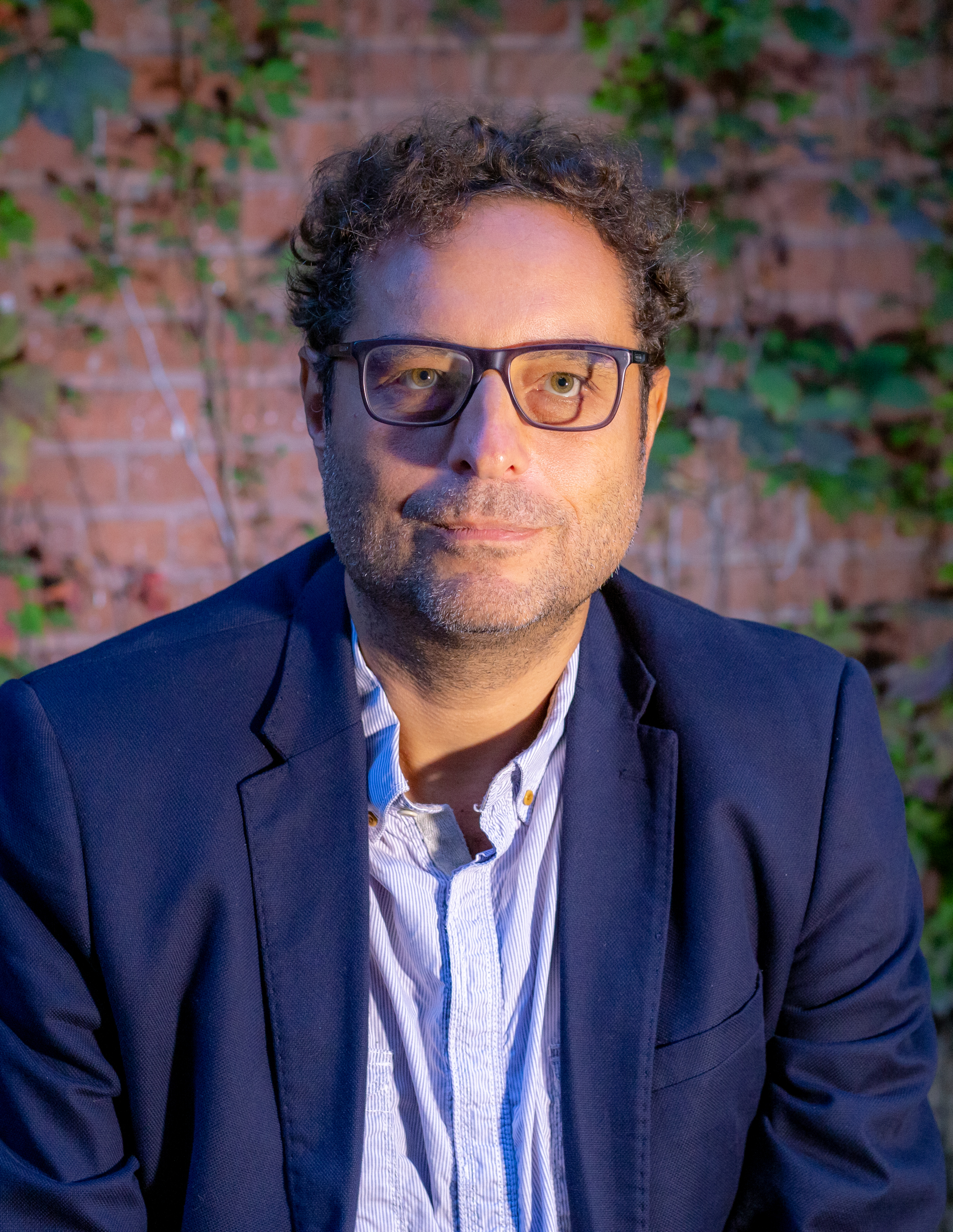
Theodore Ushev

Theodore Usev (Теодор Ушев), född 4 februari 1968 i Kjustendil, Bulgarien, är en bulgarisk grafisk designer och animatör. Han har bl.a. gjort kortfilmen Tower Bawher.